# Tài nguyên sinh vật Việt Nam
Việt Nam là quốc gia nằm ở vùng nhiệt đới, có  nhiều điều kiện cho các sinh vật phát triển và tạo ra sự phong phú của nhiều loài động thực vật và nhiều hệ sinh thái khác nhau. Theo thống kê "Tiếp cận các nguồn gen và chia sẻ lợi ích" (của Tổ chức Bảo tồn Thiên nhiên Thế giới - IUCN), thì tại Việt Nam gồm:
- Thực vật: Gần 12.000 loài thực vật bậc cao có mạch thuộc hơn 2.256 chi, 305 họ (chiếm 4% tổng số loài, 15% tổng số chi, 57% tổng số họ thực vật trên thế giới); 69 loài thực vật hạt trần; 12.000 loài thực vật hạt kín; 2.200 loài nấm; 2.176 loài tảo; 481 loài rêu; 368 loài vi khuẩn lam; 691 loài dương xỉ và 100 loài khác. Trong đó có 50% số loài thực vật bậc cao là các loài có tính chất bản địa, các loài di cư từ Himalaya-Vân Nam-Quý Châu xuống chiếm 10%, các loài di cư từ Ấn Độ-Myanmar sang chiếm 14%, các loài từ Indonesia-Malaysia di cư lên chiếm 15%, còn lại là các loài có nguồn gốc hàn đới và nhiệt đới khác.
- Động vật: 300 loài thú; 830 loài chim; 260 loài bò sát; 158 loài ếch nhái; 5.300 loài côn trùng; 547 loài cá nước ngọt; 2.038 loài cá biển; 9.300 loài động vật không xương sống.

Hiện nay, với tác động của con người và sự thay đổi của khí hậu, nhiều loài đã bị tuyệt chủng và một số loài khác đang dần biến mất.
Tháng 10 năm 1994, Việt Nam phê chuẩn Công ước Quốc tế về Bảo tồn Đa dạng Sinh giới ký kết tại Rio de Janeiro (Brasil) tháng 6 năm 1992.